# Tutto apposto
Tutto apposto è un album del cantante romano Brusco, pubblicato nel 2013, in collaborazione con i Roots in the sky.

## Tracce
1. Nel buio
2. Andrà meglio di così
3. Bruggisco
4. Insieme
5. Non era vero niente
6. I veri amici
7. Un amore a 2 stelle
8. Abbi cura di te
9. Il mio universo